# Combate de Naulila

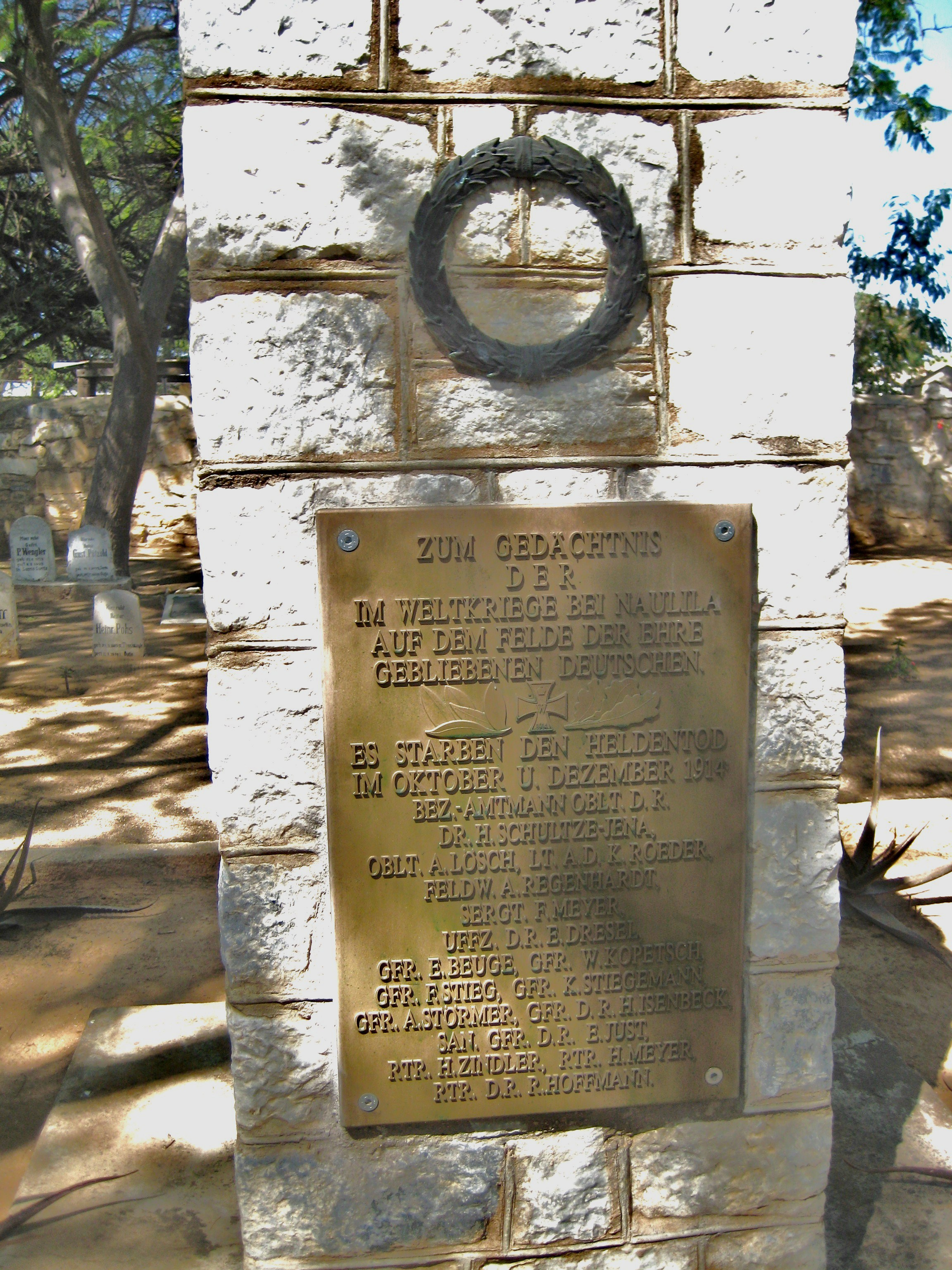
Monumento aos mortos alemães no incidente de Naulila (Outjo, Namíbia).

Combate de Naulila, ou Desastre de Naulila, é a designação dada na historiografia portuguesa à batalha travada a 18 de Dezembro de 1914 em Naulila, sul de Angola, entre forças portuguesas e alemãs, inserido na Campanha alemã em Angola, da Primeira Guerra Mundial. O combate terminou com a derrota dos militares portugueses, com cerca de 70 mortos da parte portuguesa, entre oficiais e praças. As forças portuguesas foram então obrigadas a abandonar temporariamente o Cuamato e Humbe, territórios na fronteira entre a então colónia portuguesa de Angola e a colónia alemã do Sudoeste Africano. Em consequência da perda de prestígio das forças portuguesas e do caos político que se seguiu, resultado dos combates entre portugueses e alemães, as populações de Huíla revoltaram-se contra a ocupação portuguesa, provocando uma longa crise que apenas se resolveria com a presença na região de uma força expedicionária enviada de Portugal sob o comando do general Pereira d'Eça.

## Descrição
Contexto geopolítico
Os confrontos na fronteira entre as colónias de Angola e do Sudoeste Africano Alemão, actual Namíbia, ocorreram num contexto internacional complexo, que aliou os reflexos do conflito que na Europa opunha o Império Alemão ao Império Britânico e seus aliados, a Grande Guerra, a um conjunto de conflitos mais ou menos latentes com raízes na corrida à ocupação da África que se seguiu à Conferência de Berlim de 1884-1885. Para além da entrada de novas potências coloniais em África, a obrigação de ocupação efetiva do território levou às campanhas de pacificação, as quais se prolongaram por décadas.
Desde as décadas finais do século XIX que governo de Portugal, potência que tradicionalmente considerava como estando sob a sua suserania vastas áreas das costas africanas, sentia que as possessões africanas portuguesas estavam ameaçadas pela expansão das esferas de influência em África de outras potências europeias. Portugal assistiu com grande desconfiança e desagrado à ocupação de enormes extensões de território por outras potências europeias na periferia das suas áreas tradicionais de influência, trançando fronteiras onde elas antes não existiam. Neste contexto releva em especial o conflito com o Império Britânico, que desembocou na ultimato britânico de 1890 em torno do Mapa Cor-de-Rosa, as Guerras Boers com o consequente avanço para norte dos boers sul-africanos e, por se tratar do surgimento de uma potência sem relevantes tradições coloniais em África, a criação de colónias alemãs adjacentes a territórios reclamados por Portugal. Neste último caso, a criação da extensa colónia da África Oriental Alemã a norte da África Oriental Portuguesa (actual Moçambique) e da colónia do Sudoeste Africano Alemão a sul de Angola, impôs novas fronteiras, limitando as pretensões portuguesas naquelas regiões.
Às questões estruturais resultantes da Conferência de Berlim vieram juntar-se, no que respeita ao relacionamento com as colónias do Império Alemão, questões locais, traduzidas em conflitos de fronteira e na interferência na missionação portuguesa causada pelo aparecimento de missões protestantes suportadas por organizações alemãs. Com o desencadear da Grande Guerra, cresceu a desconfiança entre os colonos alemães de que Portugal, tradicional aliado dos britânicos, acabaria por gravitar para a sua órbita. No lado português, temia-se a expansão da esfera de influência alemã em territórios reclamados por Portugal e a influência alemã sobre as populações nativas das regiões fronteiriças.
As razões para a desconfiança mútua que se sentia eram sérias: apesar de Portugal ser ainda neutral, na Europa a Primeira Guerra Mundial opunha o Império Alemão à aliança liderada pelo Reino Unido, o tradicional aliado de Portugal, com reflexos nas colónias de ambos os blocos. Apesar de ainda não se adivinhar um cenário de confronto direto, as fronteiras entre as colónias de Angola e do Sudoeste Africano Alemão e entre Moçambique e a África Oriental Alemã eram palco de uma tensão crescente. Em 25 de Agosto daquele ano de 1914, tropas alemãs da Schutztruppe da África Oriental Alemã tinham atacado o posto fronteiriço de Maziúa, no Norte de Moçambique, matando o chefe de posto e queimando as edificações. Para além disso, mantinha-se presente na mente dos militares portugueses a disputa sobre o Triângulo de Quionga, ocupado a 16 de junho de 1894 por uma força naval alemã que tomara o posto de Quionga e a zona envolvente, a sul do rio Rovuma, considerado por Portugal como a linha de fronteira. O Triângulo de Quionga apenas seria reocupado em 1916 e o Tratado de Versalhes definiria novamente a fronteira ao longo do rio Rovuma na sequência de deliberação da Conferência de Paz de Versalhes, tomada a 25 de Setembro de 1919. O território apenas seria oficialmente reintegrado em Moçambique pela Lei n.º 962, de 2 de Abril de 1920.
Estas tensões levam, logo após a eclosão do conflito na Europa, a um consenso alargado na classe política portuguesa sobre a necessidade de defender as colónias africanas, que se traduziu no envio, em Setembro de 1914, de forças expedicionárias para Angola e Moçambique.
Para Angola partiu um contingente de 1600 homens, comandado pelo tenente-coronel José Augusto Alves Roçadas, um experiente militar africanista que entre 1904 e 1907 se distinguira no sul de Angola na campanha do Cuamato, uma longa e difícil campanha de pacificação contra os povos cuanhamas. Conhecedor como poucos daquele território, em 1914 regressou com a missão de guarnecer a região de fronteira com a colónia alemã da Damaralândia, incumbido de evitar levantamentos indígenas e de proteger a fronteira. As forças comandadas por Alves Roçadas desembarcaram em Moçâmedes a 27 de Setembro e a 1 de Outubro daquele ano.
Em Novembro de 1914, já após os incidentes de Naulila e Cuangar, foram enviados mais 2800 homens para Angola e em Dezembro outros 4300 militares. Nos anos seguintes, o efetivo continuou a ser reforçado.
O incidente de Naulila (19 de Outubro de 1914)
A cadeia de eventos que levou ao confronto de Naulila iniciou-se a 18 de Outubro de 1914, quando um pelotão comandado pelo alferes Manuel Álvares Sereno, em patrulha junto à fronteira com a Damaralândia, um território integrado no Sudoeste Africano Alemão, encontrou a uma dúzia de quilómetros do posto de Naulila uma pequena força alemã, capitaneada pelo Dr. Hans Schultze-Jena, juiz e administrador do distrito de Outjo, que tinha entrado em Angola sem prévio aviso às autoridades portuguesas e sem contacto com qualquer posto fronteiriço. Apesar do encontro não ter sido amigável, os militares portugueses e alemães acabam por jantar juntos e pernoitar lado a lado, num improvisado acampamento.
Apesar de terem acampado lado a lado, as dificuldades de comunicação entre as forças portuguesas e alemãs eram grandes, mesmo recorrendo aos serviços de um intérprete dinamarquês, de nome Carl Jensen, que acompanhava a força alemã. Quando fora interceptado pelo pelotão português, Hans Schultze-Jena informara o alferes Manuel Álvares Sereno que estava em perseguição de um desertor e queria autorização do administrador de Humbe para se deslocar a Lubango. Informações posteriores apontam que o verdadeiro motivo da incursão era a necessidade de negociar com as autoridades portuguesas um entendimento quanto ao fornecimento de víveres e ao encaminhamento para a Europa do correio alemão, face ao bloqueio imposto pelos britânicos no seu encaminhamento pela Cidade do Cabo. Acrescia a este propósito a busca por alguns carros de víveres que, vindos de Angola, não tinham chegado a Outjo. Por coincidência, o alferes Manuel Sereno, dias antes, tinha apreendido carros de víveres destinados à Damaralândia, com os quais viajava o agrónomo e oficial miliciano das Schutztruppe Paul Vageler, e tinha ordens «para prender e desarmar» os alemães, levando-os ao capitão-mor de Cuamato, António Fernandes Varão. Essas restrições ao movimento dos alemães estavam previstas na declaração de estado de sítio em vigor nos distritos do Sul de Angola, que determinava o desarmamento das tropas alemãs que entrassem no território.
Na manhã de 19 de Outubro, conforme combinado, a liderança da expedição alemã acompanhou o pelotão português a Naulila, enquanto os restantes membros do grupo permaneceram no local do acampamento. O grupo alemão que chegou a Naulila era composto pelo Dr. Hans Schultze-Jena, pelo Oberleutnant Alexander Lösch, pelo tenente miliciano (Kriegsfreiwillige Leutnant) Kurt Röder, pelo intérprete Carl Jensen e pelos ordenanças nativos Andreas e Hugo.
À chegada a Naulila, Schultze-Jena descobriu que o capitão-mor António Fernandes Varão não estava no forte e, através do intérprete, manifestou a sua estranheza por ter ali sido inutilmente conduzido. O alferes Sereno procurou explicar-lhe que o capitão-mor está em Cuamato e que é lá que terá de se encontrar com ele. Apesar do intérprete informar Schultze-Jena que Sereno está a agir de acordo com instruções que recebeu, este duvida e acredita ser vítima de uma armadilha para o separar do grupo e o desarmar. Segundo a versão do incidente fixada por sentença arbitral de Julho de 1928 do Tribunal Internacional de Lausanne, a partir daí os eventos precipitam-se: Schultze-Jena duvida das intenções do alferes Sereno e insiste em voltar, armado, ao seu acampamento afirmando que teria compreendido na véspera que a situação seria esclarecida em Naulila e que não passariam dali. Trocam-se ameaças e os alemães, que já estavam montados no seus cavalos, recusam entregar as armas, esboçando uma fuga. O alferes Sereno dá ordem de fogo e os três alemães e os seus dois ordenanças são mortos. Do grupo alemão só sobreviveu o intérprete Carl Jensen, mantido como prisioneiro pelos portugueses até Novembro de 1919.
As interpretações do sucedido extremam-se, com os alemães a entenderem que foi uma armadilha portuguesa, e os portugueses a afirmarem que o incidente foi provocado por um mal-entendido linguístico acompanhado pela recusa alemã de desarmar. A ordem de fogo na versão portuguesa foi para contrariar uma tentativa de fuga; a versão alemã é que se tratou de um assassinato friamente planeado.
Apesar do relatório sobre os acontecimentos de 19 de Outubro de 1914, resultado do inquérito ordenado pelo governador-geral de Angola, Norton de Matos, ter ardido dois meses depois na sequência do ataque alemão ao posto de Naulila, o Tribunal Internacional de Lausanne concluiu que, com os alemães já montados, Hans Schultze-Jena apontou a carabina a Álvares Sereno, que estava desarmado, e que o tenente Alexander Lösch sacou da pistola. Foi nessa altura o alferes português deu ordem de fogo aos seus homens. Na sentença de 1928 afirma-se: É evidente que, interpretando como ameaça o gesto de Schultze-Jena e o do tenente Roeder, Sereno, desarmado, acreditou agir em legítima defesa.
O incidente visto do lado alemão assumiu gravidade extrema: não se tratava de uma qualquer expedição, mas sim de uma delegação de alto nível, enviada por ordem expressa do governador da colónia para negociar com os portugueses. Na realidade, em Setembro de 1914, Hans Schultze-Jena fora encarregado pelo governo de Windhoek, ao tempo presidido por Theodor Seitz, de iniciar negociações administração colonial portuguesa em Angola sobre o transporte do correio alemão, bloqueado pelos britânicos, e sobre a aquisição de víveres. Portugal ainda não tinha entrado na Primeira Guerra Mundial, sendo por isso neutral, e as comunicações entre a colónia e a Alemanha, que antes se faziam recorrendo ao cabo submarino britânico via Cidade do Cabo, tinham sido cortadas. Também as aquisições de víveres na União Sul-Africana tinham sido proibidas pelos britânicos. A solução parecia ser o estabelecimento de um acordo com as autoridades portuguesas em Angola para criar vias de comunicação e de abastecimento alternativas. Para complicar ainda mais a situação, o Dr. Hans Schultze-Jena (1874-1914) era uma das figuras mais prestigiadas da colónia: doutorado em Direito e juiz, era filho de Bernhard Sigmund Schultze, um famoso professor universitário de ginecologia e obstetrícia da Universidade de Jena, e irmão do cientista Leonhard Schultze-Jena, que havia feito investigação antropológica no Sudoeste Africano uma década atrás. Tenente na reserva e administrador imperial em Outjo (Kaiserlicher Bezirksamtmann zu Outjo), o Oberleutnant d. R. Dr. jur. Hans Schultze-Jena era uma das personalidades mais respeitadas e conhecidas do Sudoeste Africano Alemão e figura reconhecido a nível nacional na Alemanha.
No lado alemão, o incidente deu brado, sendo notícia nacional na Alemanha dada a importância social de um dos falecidos, os quais passaram a ser conhecidos pelos «cinco assassinados de Naulila» (em alemão:  der fünf Ermordeten von Naulila). O incidente foi referido pela imprensa alemã como «o assassinato de Naulila» (em alemão:  Mord von Naulila), correndo a informação que as fardas, armas e pertences pessoais teriam sido roubados e os corpos enterrados sem cerimónia em lugar desconhecido. A indignação na colónia era enorme e os apelos à vingança sucederam-se.
O ataque a Cuangar (31 de Outubro de 1914)
A primeira retaliação alemã surgiu logo a 31 de Outubro, quando uma força alemão, sob o comando de do comissário de polícia Oswald Ostermann, do posto de polícia de Nkurenkuru, atacou Forte de Cuangar, um posto fronteiriço a leste de Naulila, destruindo o forte e matando, com recurso a metralhadoras, todo o pessoal que ali se encontrava e que não conseguiu fugir para o mato. Este incidente, que ficou conhecido como o "Massacre de Cuangar", marca o desencadear das hostilidades entre as forças portuguesas e alemãs ao longo da fronteira. Terminado o ataque, estavam mortos dois oficiais portugueses, um sargento, cinco soldados europeus, treze soldados indígenas e um comerciante. A restante guarnição fugiu para o mato.
Nos dias imediatos forças alemãs, apoiadas por forças nativas dos povos cuamato, expulsam os portugueses e os seus aliados locais dos postos localizados ao longo da linha de fronteira na região do Rio Cubango. São abandonados os postos de Bunja, Sambio, Dirico e Mucusso, tornando a presença colonial de Portugal quase inexistente na região do Cubango.
A aparente falta de preparação para repelir o ataque e a falta de resistência das forças portuguesas em Cuangar e nos posto ao longo do rio Cubango foi explicada numa das sessões secretas que a Câmara dos Deputados do Congresso da República dedicou em 1917 à participação portuguesa na Grande Guerra. Nessa sessão, o deputado Brito Camacho, fundador do Partido Unionista, da direita republicana que defendia um envolvimento na guerra contra o Império Alemão limitado à defesa das colónias, afirmou que a chacina de Cuangar fora motivada por não ter o respectivo comandante recebido notícia do incidente de Naulila, e ter confiado numa informação de Portugal, expedida directamente de Lisboa, dizendo-lhe que estávamos em estado de neutralidade.
Informado do ataque alemão a Cuangar, Alves Roçadas vê-se forçada ajustar a missão inicial, que consistia em assegurar a obediência dos povos indígenas e vigiar a fronteira, tendo então de se preparar para a defesa de postos fronteiriços contra as forças da colónia alemã, um inimigo bem melhor armado e preparado do que os cuanhamas. As tropas metropolitanas, mal preparadas para a secura da savana, foram obrigadas a fazer centenas de quilómetros em marcha forçada em direcção à fronteira da Damaralândia no rio Cubango, atravessando um território cada vez mais inóspito e habitado por povos crescentemente hostis. Apesar do cansaço da marcha, das agruras da sede e das dificuldades em manter uma linha logística capaz de garantir o abastecimento de víveres às tropas em campanha, em finais de Novembro as tropas de Alves Roçadas já se encontravam na região do Cubango.
O ataque a Naulila (18 de Dezembro de 1914)
Resultado do sentimento de ultraje que era sentido pelos colonos alemães por aquilo que consideravam como um bárbaro assassinato, o ataque a Cuangar terá sido iniciativa das forças de polícia da colónia alemã em serviço na região fronteiriça, com o apoio dos colonos locais, mas executado sem o assentimento do governo de Windhoek, presidido por Theodor Seitz. Contudo, quando chegou ao conhecimento do governo a notícia da morte do dr. Hans Schultze-Jena e do ataque punitivo realizado contra Cuangar, goraram-se todas as esperanças de chegar a um entendimento com as autoridades portuguesas em Angola que permitisse à colónia manter aberta a sua fronteira norte e através dela obter víveres e expedir correio.
Perdido o interesse estratégico no entendimento com os portugueses, mais não restava que vingar aquilo que a opinião pública alemã considerava uma grosseira violação das leis civis e militares: o assassinato de Naulila perpetrado contra uma delegação enviada para negociar um acordo e do qual resultara a morte de uma das figuras mais prestigiadas da colónia. Em consequência foi preparada uma expedição punitiva (em alemão:  Strafexpedition) destinada a arrasar o Forte de Naulila e capturar ou abater os responsáveis pelo incidente de 19 de Outubro.
A expedição, comandada pelo major Victor Franke, dirigiu-se para a fronteira angolana. Era composta por duas companhias de infantaria montada, com seis peças de artilharia, duas metralhadoras pesadas, equipamentos de telégrafo e uma ambulância. Eram 450 soldados europeus e 150 auxiliares africanos, comandados por cerca de quatro dezenas de oficiais. O major Victor Franke, o herói de Omaruru, era um profundo conhecedor da região, veterano da guerra contra os povos da Damaralândia e ligado à expulsão e genocídio dos hererós e namaquas. Tinha a seu lado um líder dos cuamato, o que lhe garantia passagem segura por zonas potencialmente hostis e abastecimentos, para além de ser um importante contributo para a deserção de auxiliares africanos das forças portuguesas.
Alves Roçadas foi informado de que por volta de 19 de Novembro (algumas fontes dizem que a 23 de Novembro) uma numerosa e bem armada força alemã entrara em território angolano. Sobrestimando a ameaça alemã, e não acreditando que as fortificações fronteiriças fossem o seu objectivo final, Alves Roçadas resolveu preparar-se para uma invasão. Perante a incerteza sobre o objectivo inicial dos invasores, que poderia ser Naulila ou o posto de Dongoena, o comando português resolveu dividir os seus efectivos e enviar forças para aqueles dois pontos. A defesa de Naulila foi confiada ao capitão Mendes dos Reis com três companhias de infantaria, totalizando cerca de 550 homens, uma bataria de metralhadoras, uma de artilharia com três peças e um esquadrão de dragões chefiado pelo tenente Francisco Aragão, que ficaria conhecido pelo herói de Naulila.
Nos dias 12 e 13 de Dezembro ocorrem escaramuças entre patrulhas portuguesas e alemãs, de que resultam vários feridos, sendo aprisionado um soldado alemão pelos dragões comandados por Francisco Aragão. O médico militar Vasconcelos e Sá, que integrava a expedição de Alves Roçadas e que depois teve carreira política como parlamentar do Partido Evolucionista, afirmaria na Câmara dos Deputados, nas sessões secretas de 1917, que o militar capturado declarou que o objectivo da força invasora era arrasar Naulila e depois tomar Humbe.
Apesar dessas informações e do conhecimento da presença alemã em território angolano, entre os dias 13 e 18 de Dezembro as forças portuguesas não tentaram qualquer ofensiva nem se concentram em torno de Naulila. Segundo o médico Vasconcelos e Sá, em declarações nas sessões parlamentares secretas de 1917, «Deixámo-los em paz, refazerem-se e concentrarem-se adentro do que é nosso, sem nos dias 13 a 18 de Dezembro os atacarmos, nós, com energia. Pensara-se talvez ainda na nossa neutralidade [...]». Por seu lado, Augusto Casimiro afirma que os portugueses poderiam ter derrotado as forças alemãs, beneficiando do efeito surpresa, mas que o comando ficara paralisado pela indefinição política. No seu relatório, escrito após a derrota, Alves Roçadas explica que a falta de ofensiva dos portugueses se devera às instruções recebidas de Lisboa, por telegrama datado de 25 de Novembro, nas quais era afirmado: «É necessário todos, oficiais e praças saibam, não estamos em guerra com Alemanha, e tomar medidas nossas patrulhas não entrem sequer zona neutra».
A 17 de Dezembro, o grosso da coluna alemã instalou-se na margem esquerda do rio Cunene. O comando português, informado por uma força de observação enviada às imediações, inicia a preparação de um plano de ataque ao acampamento. Mas não houve tempo para o executar: depois de se aproximarem de Naulila a coberto da noite, por volta das 5:00 da madrugada do dia 18 de Dezembro, a força alemã iniciou o ataque.
Após quatro horas de intenso e sangrento combate, estavam mortos 69 portugueses, 76 feridos e 36 ficaram prisioneiros, num cativeiro que durará sete meses. Os restantes iniciam uma fuga desordenada que deixa o sul de Angola em alvoroço. O forte foi arrasado e todas as suas dependências queimadas, o mesmo acontecendo a todas as construções existentes nas imediações. Do lado alemão há 19 mortos e cerca de três dezenas de feridos. Entre os mortos portugueses estava o alferes Álvares Sereno, o homem que ordenou os disparos fatais em Naulila. Estava consumado o desastre de Naulila.

## Consequências
Perdida Naulila, as forças portuguesas da região retiraram desordenadamente para Dongoena. O paiol do Forte Roçadas explodiu acidentalmente, aumentando o sentimento de derrota. Na expectativa de que o avanço alemão não pararia na linha de fronteira, Alves Roçadas posicionou as suas tropas de forma a criar uma linha de resistência ao longo das Cahamas e dos Gambos. Contudo, as forças alemães retiram para território alemão e os combates cessaram.
Apesar dos próprio portugueses descreverem os eventos como um «desastre», a vitória alemã em Naulila foi uma verdadeira vitória de Pirro: o «ultraje de Naulila» foi vingado, mas a consequente ruptura com as autoridades portuguesas em Angola levou ao fecho da única fronteira ainda aberta da colónia alemã, já que pelo sul e pelo leste as forças britânicas da União Sul-Africana já a sitiavam desde a declaração de guerra britânica de 5 de Julho de 1914 e, por mar, a poderosa marinha britânica impunha um apertado bloqueio. Com as comunicações cortadas e sem rotas de reabastecimento, em Julho de 1915 a Damaralândia rendeu-se às forças da União Sul-Africana. O incidente de Naulila, de que resultou o corte do reabastecimento a partir de Angola, foi factor determinante na rendição. A vitória em Naulila acabou por determinar a perda da colónia.
Num contexto mais vasto, o incidente de Naulila influenciou profundamente a opinião pública portuguesa no sentido da beligerância: os defensores da entrada de Portugal na guerra contra a Alemanha ganharam uma causa unificadora. Naulila foi o grande catalisador do processo que levaria Portugal a entrar na Grande Guerra a 9 de Março de 1916.
Em consequência da perda de prestígio das forças portuguesas e do caos político que se seguiu, no plano local, a derrota em Naulila e a retirada para a linha dos Gambos veio reacender a resistência dos povos cuanhamas e seus aliados, destruindo os ganhos que os portugueses haviam obtido com as campanhas de pacificação da década anterior. As populações de Huíla revoltaram-se contra a ocupação portuguesa, provocando uma longa crise que apenas se resolveria com a presença na região de uma força expedicionária enviada de Portugal sob o comando do general Pereira d'Eça, que chega a Angola em Março de 1915.
Após a guerra, a determinação das responsabilidades no incidente de Naulila foi levado a julgamento no Tribunal Internacional Permanente de Justiça (Cour permanente de Justice internationale), que funcionava em Lausanne no contexto da Sociedade das Nações e do Tratado de Versalhes. A sentença arbitral, datada de 31 de Julho de 1928, concluiu que o incidente de Naulila foi causado por mal-entendidos provocados pelas más traduções de Carl Jensen e pelo gesto precipitado de Hans Schultze-Jena. Embora dando razão a Portugal, contudo não acolheu os argumentos de que a missão alemã tinha propósitos de espionagem e de preparação de uma invasão. Em 1930 foi fixado o montante a pagar pela Alemanha pelas suas acções directas e indirectas nas colónias africanas de Portugal, mas em 1933 o governo alemão foi desobrigado do pagamento da indemnização.